# San Cibrián (Puebla de Lillo)
San Cibrián es una localidad española del municipio de Puebla de Lillo, en la provincia de León, comunidad autónoma de Castilla y León, a menos de 200 metros del embalse del Porma. Se llega a él cogiendo el desvío siguiente al de Orones en la carretera que sube a la Estación de esquí de San Isidro. Linda al este con Solle; al oeste con Camposolillo; al norte con Redipollos; y al sur con Orones.

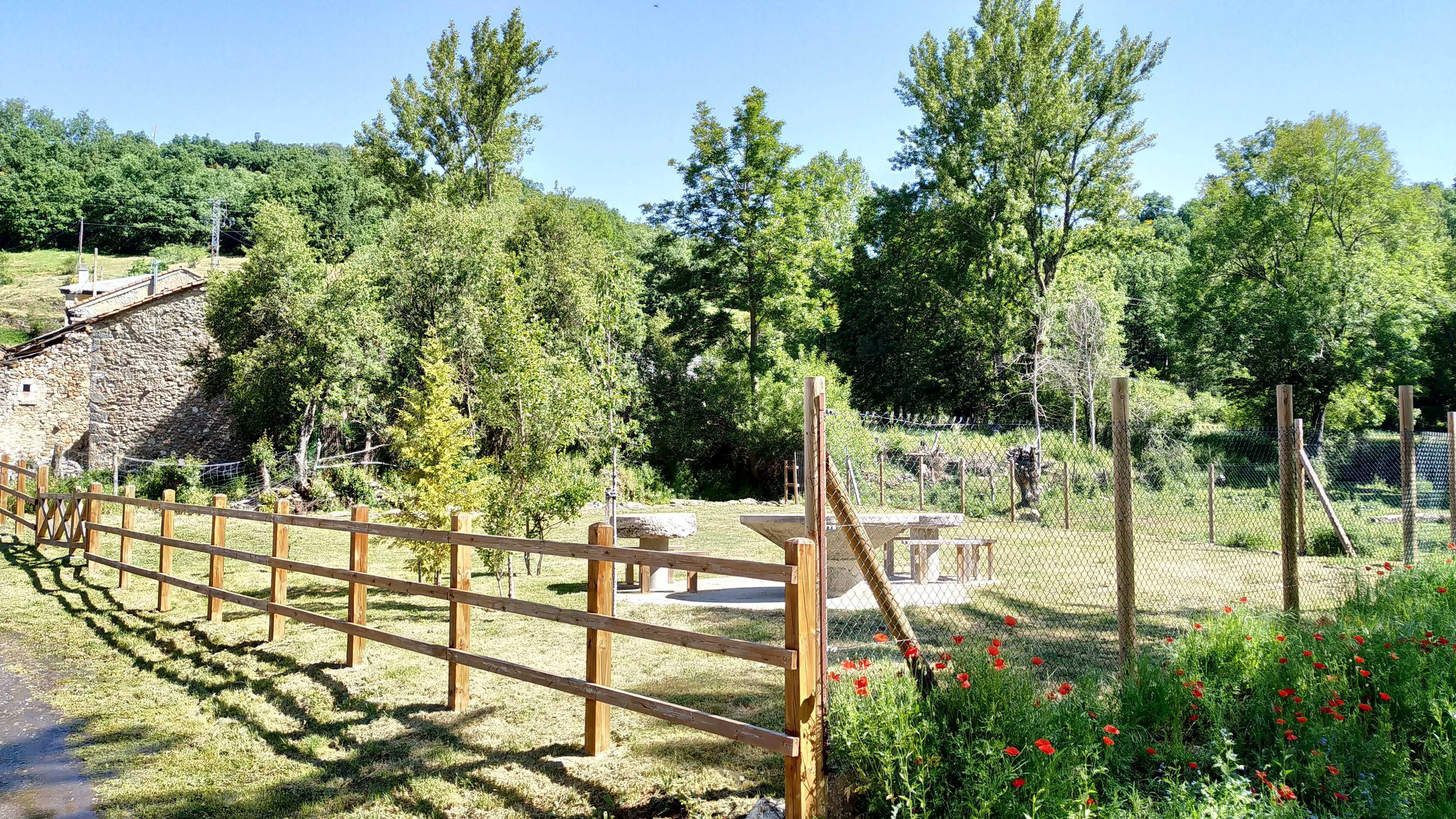
Zona recreativa

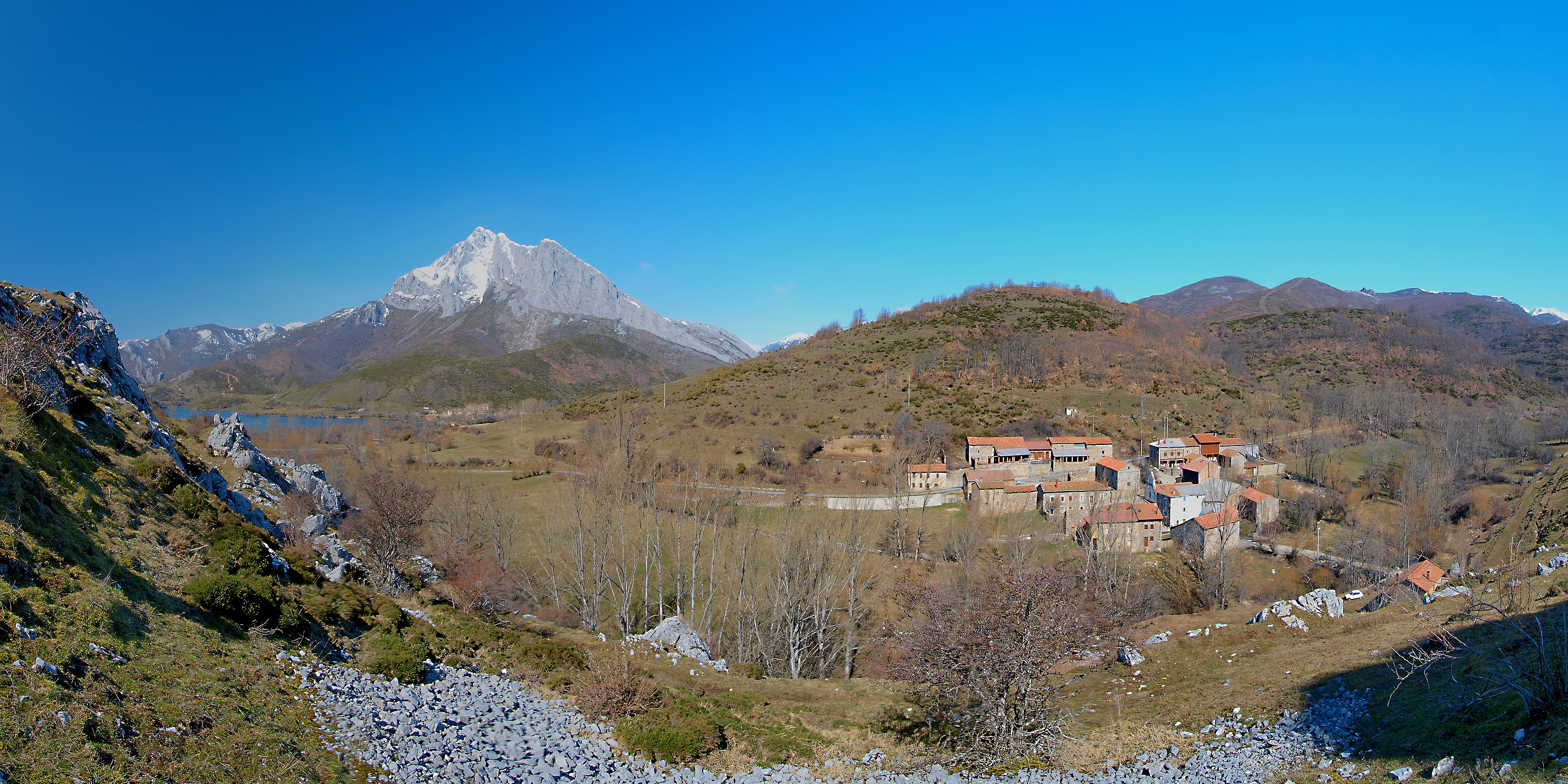
Panorámica de San Cibrián y el Susarón

## Toponimia
Parece ser que su nombre deriva de un antiguo monasterio o iglesia que existió en la Alta Edad Media bajo la advocación del obispo San Cipriano (San Cibrián), y que estaba situado bajo las montañas (sub montia = Somoza).

## Geografía

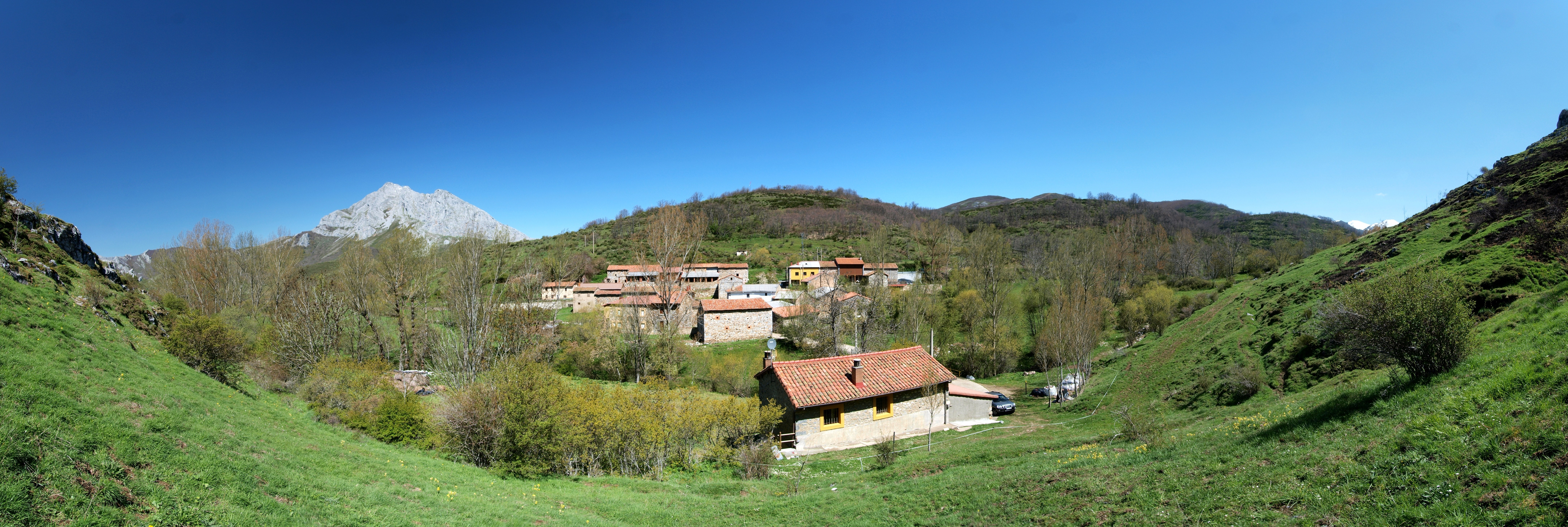
Panorámica San Cibrian

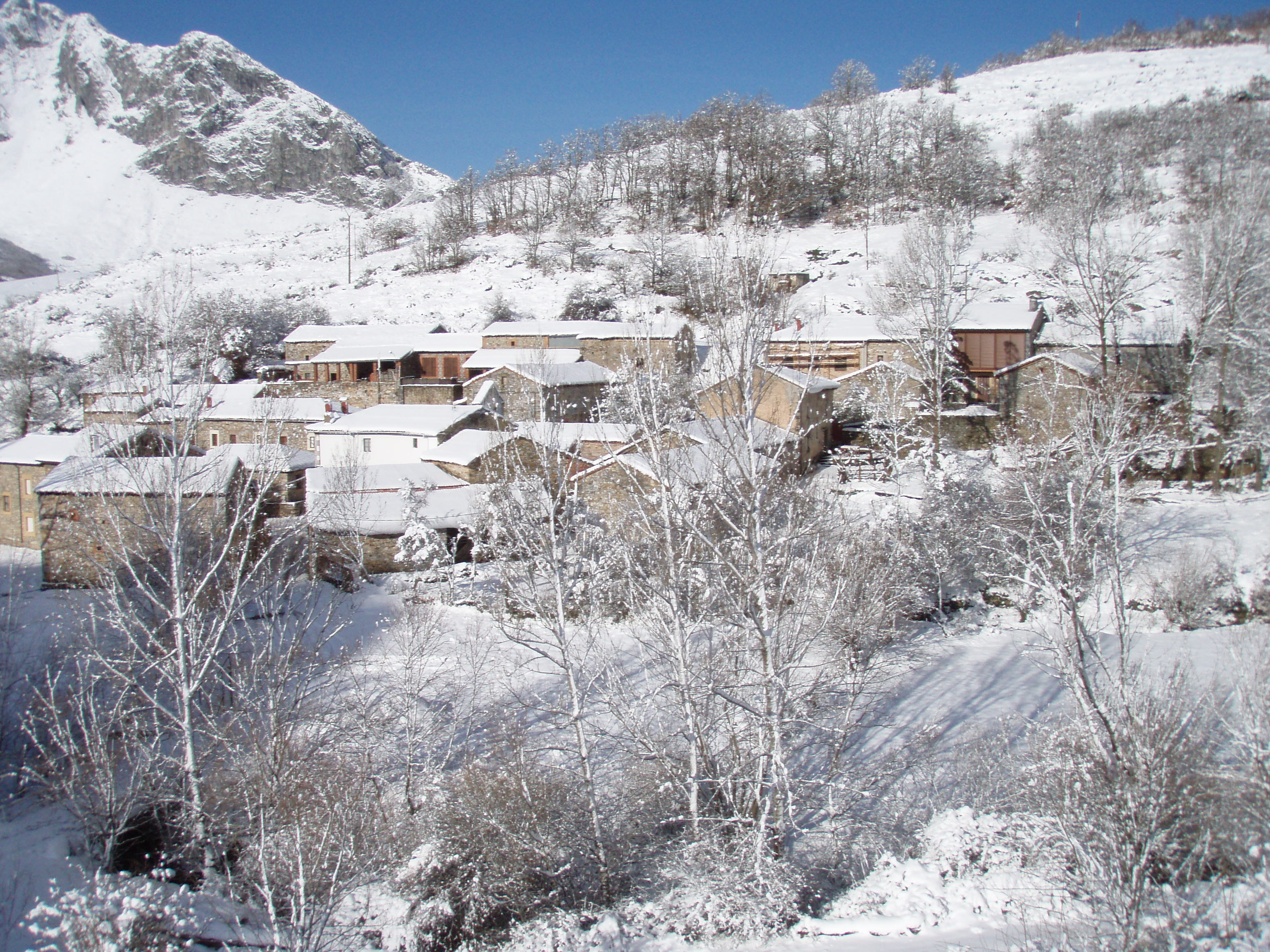
Primeras nevadas

| Noroeste: Camposolillo     | Norte: Redipollos | Noreste:        |
| Oeste: Pantano del Porma   |                   | Este: Solle     |
| Suroeste Pantano del Porma | Sur: Orones       | Sureste: Orones |

## Fauna
No es raro ver rebecos en sus montes, cuyos berridos pueden oírse en la época de celo en todo el pueblo. Tampoco es difícil ver algún zorro cazando musarañas en las lindes del casco urbano. En más de una ocasión bandadas de buitres han acudido a sus peñas en busca de algún rebeco muerto. 
Encontrarse cigüeñas, lechuzas y aguiluchos es frecuente, pues la poca actividad del pueblo les invita a posarse en sus árboles y tejados. 
La mata boscosa de roble melojo de Balberante da cobijo a corzos y perdices. Al amanecer pueden verse los venados acercándose a beber al arroyo.

## Historia
Es sabido que los montes de la comarca estuvieron habitados al menos desde la Edad de los Metales ( hachas de bronce en Redipollos; castros en Puebla de Lillo; lápidas vadinienses en Armada y Utrero). Sin embargo, las primeras noticias que se tienen de este pueblecito datan de finales del siglo XI. En una escritura del Monasterio de Eslonza se menciona la donación de la mitad del monasterio de Santo Cipriano de Namo [ nombre este último con el que se conocía entonces a la zona situada entre Puebla de Lillo y Peñamián]. Dicho monasterio pasó, en algún momento anterior a 1156, a ser propiedad del de San Miguel de Escalada ya con el sobrenombre de La Somoza, y vendido un siglo después al Obispo de León, dueño de la Jurisdicción de Vegamián ( a la que estaba adscrito el pueblo).
También tenían vasallos, heredades y señorío en este pueblo, y en los vecinos Namo y Camposolillo, los futuros Condes de Luna, como se refleja en el testamento de D. Diego Fernández Aller (1375).
Cansados de servir a tantos señores y gracias a los beneficios obtenidos por el arriendo de los pastos de montaña de sus puertos de merinas, compraron su jurisdicción a Felipe IV (1583). Dejaron de pertenecer a la Jurisdicción de Vegamián, para formar la de Redipollos, junto con Solle, Camposolilo, Puebla de Lillo, Redipollos, Orones, Pallide, Reyero y Cofiñal. Este hecho quedó constatado en los llamado AUTOS de SAN CIBRIÁN, hoy en paradero desconocido y que formaban parte del Archivo de San Cibrián, desaparecido a finales de los años 60 del pasado siglo, y que en su época era el referente y guarda de los acontecimientos de la Jurisdicción.
En la primera mitad del siglo XIX la sede del Ayuntamiento pasó de Redipollos a Lillo, donde se mantiene actualmente.

## Demografía
Nunca tuvo muchos habitantes (tan sólo hay 10 viviendas), pero la emigración convirtió el pueblo en casi un despoblado con pocos habitantes durante los fríos meses de invierno y sólo recupera alguna actividad en el verano y los fines de semana. Según el censo de población de 2021 del INE el pueblo cuenta con 9 habitantes (3 mujeres y 6 varones).
| 1900 |  | 1910 |  | 1920 |  | 1930 |  | 1940 |  | 1950 |  | 1960 |  | 1970 |  | 1981 |  | 1986 |  | 1991 |  | 2000 |
| ---- |  | ---- |  | ---- |  | ---- |  | ---- |  | ---- |  | ---- |  | ---- |  | ---- |  | ---- |  | ---- |  | ---- |
| 53   |  | 48   |  | 60   |  | 51   |  | 57   |  | 45   |  | 34   |  | 28   |  | 13   |  | 10   |  | 8    |  | 18   |

| 2001 |  | 2002 |  | 2003 |  | 2004 |  | 2005 |  | 2006 |  | 2007 |  | 2008 |  | 2009 |  | 2010 |  | 2011 |  | 2012 |  | 2013 |  | 2014 |  | 2015 |  | 2016 |  | 2017 |  | 2018 |  | 2019 |  | 2020 |  | 2021 |
| ---- |  | ---- |  | ---- |  | ---- |  | ---- |  | ---- |  | ---- |  | ---- |  | ---- |  | ---- |  | ---- |  | ---- |  | ---- |  | ---- |  | ---- |  | ---- |  | ---- |  | ---- |  | ---- |  | ---- |  | ---- |
| 17   |  | 16   |  | 16   |  | 15   |  | 15   |  | 13   |  | 18   |  | 14   |  | 13   |  | 13   |  | 13   |  | 13   |  | 9    |  | 9    |  | 11   |  | 10   |  | 10   |  | 10   |  | 10   |  | 10   |  | 9    |

## Economía
Durante toda la Edad Media y hasta la decadencia de la trashumancia en el siglo XIX, el arriendo de los puertos de merinas era la base de la economía del pueblo. Arrendaban los pastos de Collado Cerroso, Barberan, Doñín, las ensanchas de Los Llanos y La Rasa y el Puerto de Murias. Este último estaba mancomunado con el Marqués de Villasante y dio lugar a un largo pleito que duró más de dos siglos.
Tenían además algunos huertos de hortalizas y legumbres, y animales de granja (cerdos, ovejas, cabras y gallinas). Tras la caída de la trashumancia, estos huertos no fueron suficientes para mantener a la pequeña población, por lo que sus habitantes se vieron forzados a trabajar en las minas de carbón y de talco de las localidades cercanas. A otros no les quedó más remedio que probar suerte en Chile o Argentina. Actualmente, la situación quedó un poco paliada con la Estación de esquí de San Isidro y el turismo rural.

## Cultura

### Patrimonio

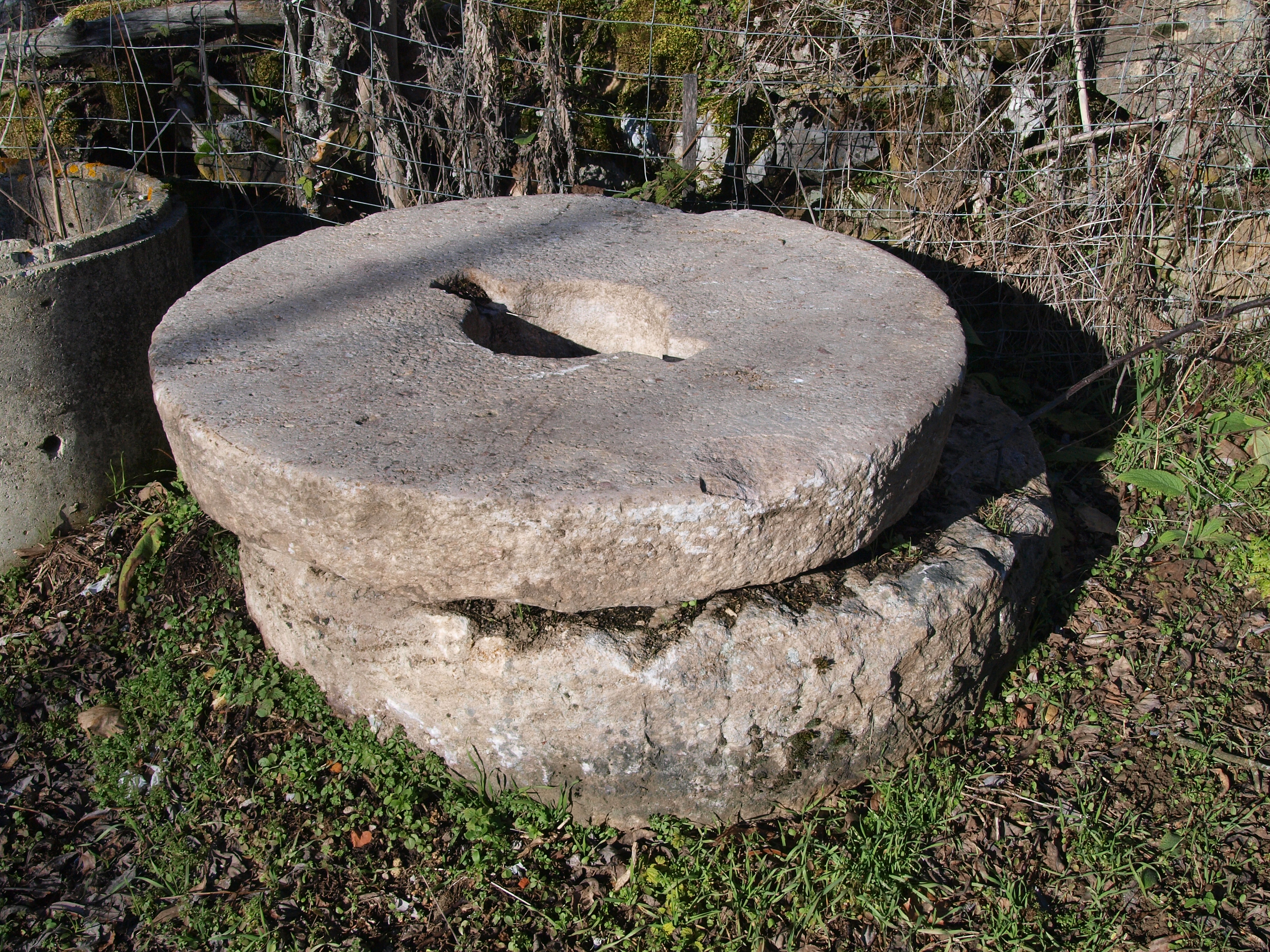
Piedras molino

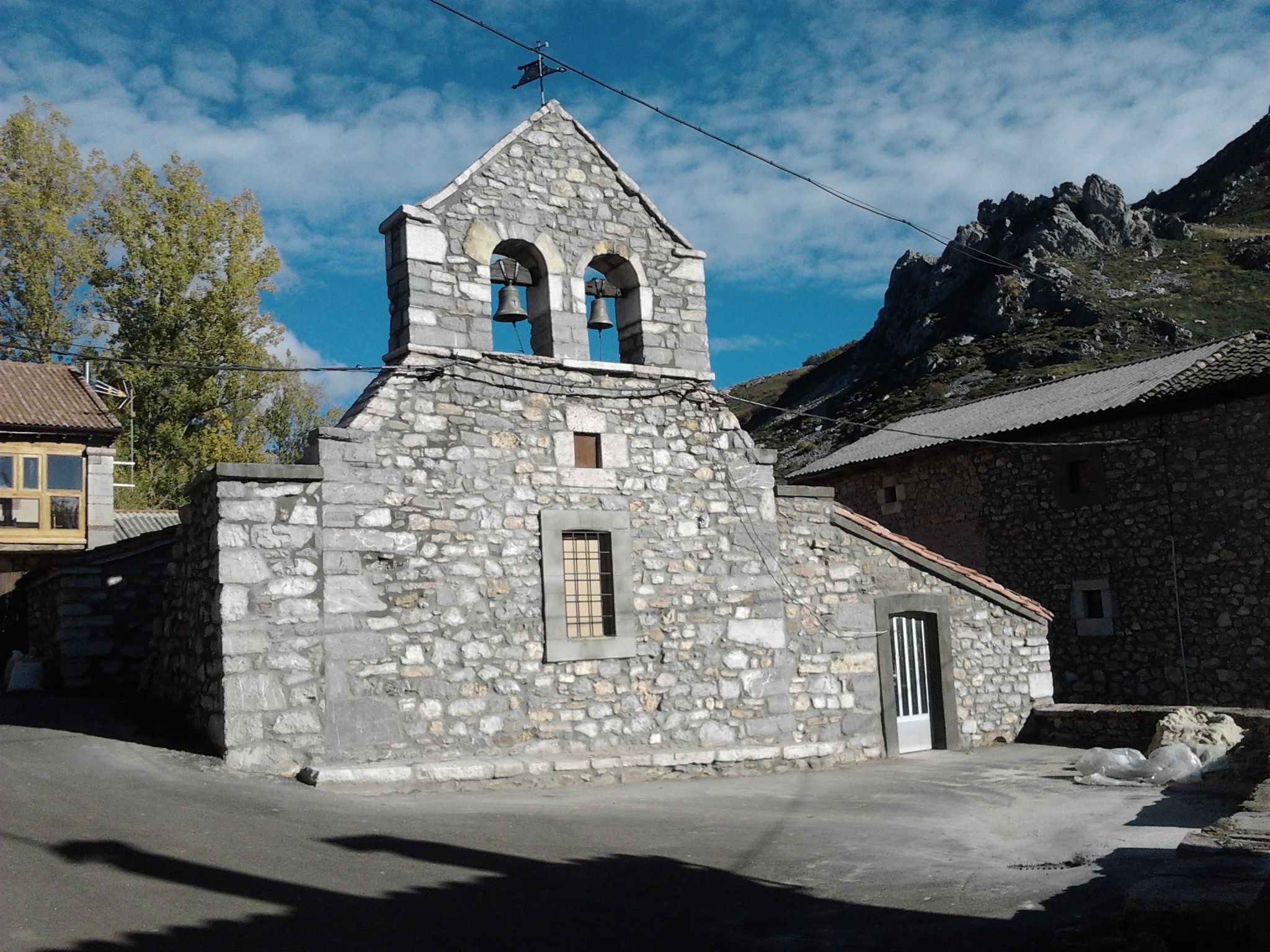
Iglesia

Hasta principios del siglo XX existió junto al río que baja de Solle un molino harinero cuyas ruedas, solera y volandera, pueden verse hoy en día en un prado junto al puente.
También existió una escuela de Primeras Letras, en funciones desde mediados del siglo XIX, a la que acudían un adocena de chavales. Desapareció a favor de la Escuela Comarcal de Lillo y el edificio fue reconvertido en Casa Rural.
La Iglesia del pueblo es del siglo XV. En su interior podemos ver una pila bautismal de piedra de 1864, donada por un vecino del pueblo. Tiene dos campanas, una de ellas de 1630 y la otra de 1906 (también donación de un vecino). Uno de los sillares del muro exterior posee parte de una inscripción en latín vulgar que posiblemente date del siglo XI.

### Fiestas
Hace años la fiesta del patrón se celebraba el día 16 de septiembre, pero como la mayoría de los vecinos vienen en agosto, aprovechan la Fiesta de la Machorra para reunirse todos.